# Як Майк
Як Майк — комедійний фільм 2002 року.

## Сюжет
Чотирнадцятирічний Келвін Кембрідж живе в притулку і мріє стати відомим гравцем в баскетбол. Але є одна проблема — Келвін, як то кажуть, не вийшов зростом. Проте хлопчик продовжує сподіватися, що його мрія здійснитися. Одного разу йому до рук потрапляє пара старих кросівок, на якій ще видно ініціали М.j, що майже стерлися. Келвін вирішує, що ці кросівки належали раніше відомому гравцеві і легенді баскетболу Майклу Джордану, а незабаром йому доводиться переконатися, що ця стара пара є по-справжньому чарівною. Одягнувши кросівки на ноги, Кевін може робити величезні тридцятифутові стрибки. Звичайно, така фантастична здатність дозволяє хлопчикові нарешті здійснити свою мрію і стати популярним баскетболістом, що збирає стадіони здивованих, захоплених глядачів…